# Maurits van Löben Sels
Maurits Jacob van Löben Sels (Meppen, 1º maggio 1876 – Velp, 4 ottobre 1944) è stato uno schermidore olandese, vincitore di una medaglia di bronzo nella scherma ai giochi intermedi di Atene del 1906 (non riconosciuti dal CIO).